# Ophioika appendiculata
Ophioika appendiculata – gatunek widłonoga z rodziny Chordeumiidae. Nazwa naukowa tego gatunku skorupiaków została opublikowana w 1935 roku przez duńskiego zoologa Knuda Stephensena.